# Contea di Copenaghen
La contea di Copenaghen (in danese Københavns Amt) era una delle 13 contee della Danimarca, le contee sono state abolite con la riforma amministrativa entrata in vigore il 1º gennaio del 2007 e sono state sostituite da cinque regioni.
La contea di Copenaghen comprendeva l'area metropolitana della capitale fatta eccezione per le città di Copenaghen e di Frederiksberg, a partire dal 1º gennaio 2007 l'area è stata accorpata alla regione di Hovedstaden.

## Comuni (1970 - 2006)
(Abitanti al 1º gennaio 2006)
| - Albertslund (27.853) - Ballerup (46.654) - Brøndby (34.247) - Dragør (13.154) - Gentofte (68.623) - Gladsaxe (61.735) - Glostrup (20.699) - Herlev (27.023) - Hvidovre (49.762) | - Høje-Taastrup (46.257) - Ishøj (20.820) - Ledøje-Smørum (10.797) - Lyngby-Taarbæk (51.908) - Rødovre (36.506) - Søllerød (31.920) - Tårnby (39.708) - Værløse (18.633) - Vallensbæk (12.230) |